# Thomas Bäumler

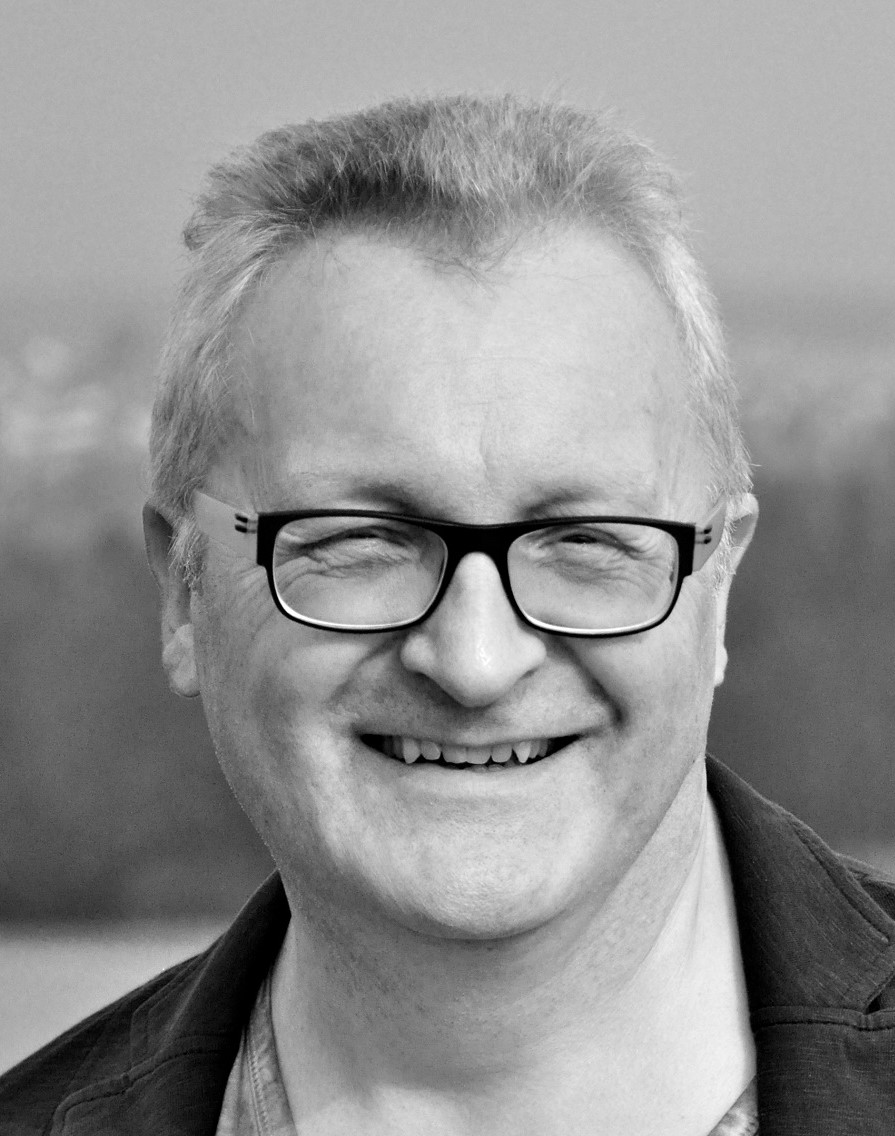
Thomas H. Bäumler (2015)

Thomas Heinrich Bäumler (* 20. November 1961 in Neustadt an der Waldnaab) ist ein ostbayerischer Krimiautor, Heimatforscher und Frauenarzt.

## Leben und Wirken
Thomas H. Bäumler ist der älteste von drei Söhnen von Frieda Franziska Bäumler, geb. Schwab, und Rupprecht Simon Bäumler. Nach dem Abitur 1981 am Augustinus-Gymnasium Weiden studierte er Humanmedizin an der Friedrich-Alexander-Universität Erlangen-Nürnberg und wurde im Fach  Humangenetik promoviert. 1987 absolvierte er einen Auslandsaufenthalt am Kantonsspital Nidwalden in der Schweiz. Seit 1994 praktiziert er als niedergelassener Frauenarzt in Bayern. Medizinischer Schwerpunkt ist die Brustdiagnostik und Betreuung an Brustkrebs erkrankter Frauen.
Seit 2013 ist Bäumler neben seiner Tätigkeit als Arzt literarisch tätig. 2013 erschien mit Askifou – eine deutsche Flucht ein dystopischer Kurzroman als E-Book bei neobooks. Seit 2015 veröffentlichte er mehrere Kriminalromane der Gerti-Zimmermann-Reihe. In diesen Romanen wird als Hauptprotagonistin eine junge Journalistin tätig, die durch ihren Aufklärungsdrang immer wieder in Konflikt mit den offiziell ermittelnden Personen gerät. Später folgten mit Liebe, Tod und Zoigl (2017) Kain.Abel.Oberpfalz. (2018) seine ersten Regionalkrimis, die in der Oberpfalz angesiedelt sind.
Bäumler ist außerdem als ehrenamtlicher Bodendenkmalpfleger für das Bayerische Landesamt für Denkmalpflege tätig. In dieser Eigenschaft seit 2012 Entdeckung und Beschreibung mehrerer Siedlungsstellen der ausgehenden Altsteinzeit, der Mittelsteinzeit und der Eisenzeit in und um Altenstadt/Neustadt an der Waldnaab.
Bäumler ist verheiratet und hat zwei Söhne.

## Veröffentlichungen (Auswahl)

### Romane
- Askifou – eine deutsche Flucht. Dystopie. neobooks, 2017, ISBN 978-3-7427-8027-0.
- Priester Neffe Tod. Gerti Zimmermann recherchiert. Kriminalroman. Größenwahn Verlag, Frankfurt 2015, ISBN 978-3-95771-031-4.
- Frauengrund. Gerdi Zimmermann recherchiert in der Schwangerschaft. Kriminalroman. Größenwahn Verlag, Frankfurt 2017, ISBN 978-3-95771-136-6.
- Liebe, Tod und Zoigl. Kriminalroman. Rauch & Feuer, Altenstadt 2017, ISBN 978-3-9818725-0-7.
- Kain.Abel.Oberpfalz. Kriminalroman. Rauch & Feuer, Altenstadt 2018, ISBN 978-3-9818725-1-4.
- Stiftlandsirtaki. Kriminalroman. Legionarion Verlag, Steina 2021, ISBN 978-3-96937060-5.
- Glaslandblues. Kriminalroman. Legionarion Verlag, Steina 2022, ISBN 978-3-96937096-4.
- Gerti, Meth und dunkle Mächte. Kriminalroman. Legionarion-Verlag im Förderkreis Literatur e.V., Frankfurt/Main 2023, ISBN 978-3-96937-114-5

### Heimatkundliche Texte
- mit Julian und Adrian Bäumler: Neue Funde zur Frühgeschichte von Altenstadt an der Waldnaab. In: Oberpfälzer Heimat. 56,  2012, ISBN 978-3-939247-19-7, S. 10.
- mit Martin Füßl: Ausgangsmaterialien endpaläolithischer und mesolithischer Artefakte aus Altenstadt und Neustadt/Waldnaab. In: Oberpfälzer Heimat. 58, 2014, ISBN 978-3-939247-40-1, S. 51.
- Neuentdeckte vorgeschichtliche Siedlungs-Cluster entlang einer Uraltstrasse in Altenstadt/Waldnaab. In: Oberpfälzer Heimat. 59, 2015, ISBN 978-3-939247-56-2, S. 79.
- Zur Vor- und Frühgeschichte von Neustadt an der Waldnaab. In: Neustädter Kaleidoskop. Stadt Neustadt 2017, ISBN 978-3-00-058204-2, S. 9.
- "Leiten" – eine mesolithische Freilandstation an "magischem Ort" am Ortsrand von Neustadt/Waldnaab. In: Oberpfälzer Heimat. 66, 2022, ISBN 978-3-947247-64-6, S. 162.